# 風之少年 通往幻夢界之門
《風之少年 通往幻夢界之門》是一款由南夢宮和Pao開發並由南夢宮發行的平台游戲，屬於風之少年系列。游戲於1997年在PlayStation平台上發行，重製版則於2008年在Wii平台上推出。時隔兩年後，在PlayStation商店上架。

## 游戲玩法
遊戲《風之少年 通往幻夢界之門》是一款平台、動作冒險遊戲。遊戲中玩家將扮演居住在幻夢界的少年克羅諾亞（Klonoa），與來自月之國精靈修波（Huepow）一同冒險，使用風之環（Wind Bullet）發射風球捕捉敵人，用來攻擊與跳躍或是解開看似簡單但卻深奧的動作解謎要素。
由於遊戲採用 3D 繪圖搭配 2D 橫向捲軸玩法，玩家可以透過彎曲的路徑，前往不同的路徑或是將手中所抓住的物體丟向位於另一平面。

## 主要角色
克羅諾亞（╱ ）
（配音：渡邊久美子）
主角。
在「風之村」貝斯基路住的少年，由好奇心很強變成正義感很強，由拯救夢之世界變成追求英雄之名；具有控制風的能力，並可以短時間利用長耳滑翔。珞珞和畢波的好友，甘茲和彭高的戰友。不懂游泳，喜歡漢堡包但不喜歡番茄……
服飾在「夢幻帝國」開始由「幼年」變成「少年」，一直不變的是帽子上 Namco 的 Pac-Man 。
畢波（╱  ）
（配音：瀧本富士子）
克羅諾亞的「風之環」中的精靈，原來身分為「月之國」王子。雖然系列後期克羅諾亞都有使用「風之環」，但畢波的出現次數漸減。
克羅諾亞的爺爺
如題，慈祥及隨和。
巴魯（╱  ）
（配音：川津泰彥）
石礦場的礦工，於克羅諾亞長輩般的存在。
（╱  ）
（配音：木川繪裡子）
聲如其名的小型幻獸，擁有多種體型上和裝備上的變化，本系列的指定小卒，簡直與克羅諾亞「一起成長」。
加狄烏斯（╱  ）
（配音：大友龍三郎）
有「闇之王」之稱，帶面具、穿鬥蓬的反派。網上流傳他是個很有魅力和對部下不錯的上司。
小丑（╱  ）
（配音：古川登志夫→島田敏）
原本是加狄烏斯囂張又膽小的部下，後來與卡雷和傑卡三人合作，成為了系列中最有組織旳反派三人組。懂得說西班牙文的「再見」 "Adios" 。
那哈托（╱  ）
（配音：郷里大輔）
惡夢的化身，霸王般的絕對敵人。在「傳說的星之章」中交代過他曾經是月亮上的「英雄」。

## 開發
負責設計游戲主角的新井義彥（Yoshihiko Arai）表示在最初計劃設計一個名爲Shady陰面角色，但因角色缺少色彩而放棄。之後，新井義彥（Yoshihiko Arai）重新設計出一個具有具有貓眼和長耳朵特徵的正面角色，並爲它設計了吃豆人圖案的帽子和手環，將它定位為童趣和調皮的少年性格，取名爲：克羅諾亞（Klonoa）。在完成主角的設計後，新井義彥（Yoshihiko Arai）圍繞主角自身設計游戲場景和其餘角色，並採用了夢境主題。
游戲主角克羅諾亞（Klonoa）和它的拍檔修波（Huepow）使用「動態捕捉」（Motion capture）技術進行設計，影片使用「LightWave 3D」進行繪製。

### 音樂
遊戲原聲帶《Klonoa of the Wind: Door to Phantomile》由「Nippon Crown」於1998年2月25日發行，内含68首歌曲和7張插畫。

## 評價
《風之少年 通往幻夢界之門》獲得優秀評價，主人公克羅諾亞亦被視爲南梦宫的公司吉祥物。
GameSpot將游戲評爲 年度橫向捲軸遊戲（one of the best side-scrollers in years）之一。IGN評論家認爲游戲為當時市場上最優秀的平台遊戲，並稱贊道：游戲史上首次在不閹割3D環境多樣性的情況下，採用經典的二維（2D）元素打造出令人滿意2.5維度游戲。
Game Revolution評論家批評：儘管游戲製作相對精良，但缺乏創新，存在公式化問題。
《Edge》的評論家贊賞道：游戲在使用Platforming mainstays的情況下，創造出令人震驚的游戲體驗。同時贊賞游戲中的畫面和藝術設計，並認為其製作水平可與「電腦成像」（CGI）技術相媲美。雜志《電腦與電子遊戲》的評論家贊賞游戲的關卡設計和謎題元素，並表示：僅採用簡單的控制系統，就創造出了如此有趣的玩法（how the game built upon simple controls and maneuvers to create interesting gameplay）。《Game Informer》的評論家將游戲納入經典平台游戲行列。
1997年，游戲中的主人公克羅諾亞（Klonoa）獲得日本「計算機娛樂供應商協會」所頒發的「最佳角色」獎（Best Character）。
1998年，遊戲被videogames.com評為「年度年度最佳平台遊戲」，並獲得「sleeper hit」和「a triumph from an unexpected source」稱號。

## 外部連結
- 官方网站：北美、日本